# Andreas Dittmer
Andreas Dittmer (n. 16 aprilie 1972, Neustrelitz, Mecklenburg-Pomerania Inferioară, RDG) este un canoist ce a reprezentat Germania, medaliat olimpic. A participat la 4 ediții ale Jocurilor Olimpice (1996, 2000, 2004, 2008) în care a câștigat 3 medalii de aur, o medalie de argint și o medalie de bronz.